# Wifredo el Velloso

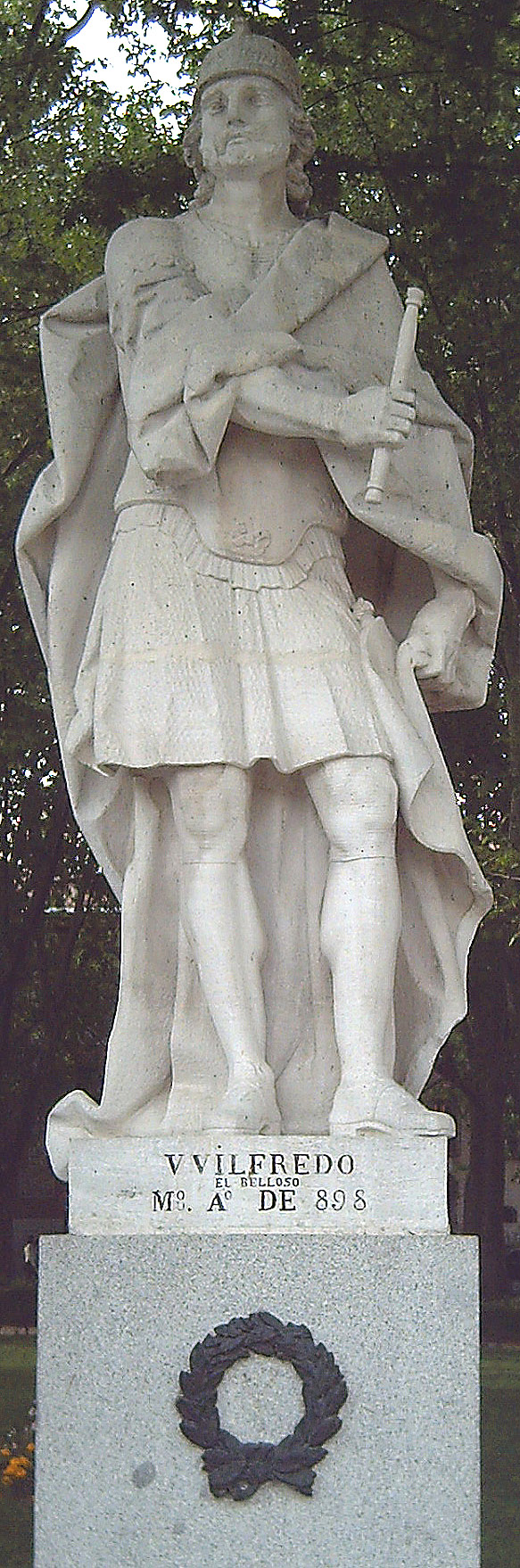
Estatua en Madrid (L.S. Carmona, 1750-53).

Wifredo el Velloso (también conocido como Wilfredo, Vilfredo, Guifredo o Guilfredo; en catalán, Guifré el Pilós o Guifré I) (840-897), hijo de Sunifredo de Urgel, fue conde de Urgel y de la Cerdaña (868/70-897), de Barcelona y Gerona (878-897) y de Osona (886-897) de facto, si bien de iure no lo fue hasta 878.
Wifredo pertenecía a un linaje hispanogodo de las inmediaciones de Prades, en el condado de Conflent, actualmente en el Rosellón francés. Conde de Urgel y Cerdaña en 870, recibió en el año 878 los condados de Barcelona, Gerona y Besalú de los reyes carolingios. Su gobierno coincidió con un periodo de crisis que llevó a la fragmentación del Imperio carolingio en principados feudales.
Wifredo fue el último conde de Barcelona designado por la monarquía franca y el primero que legó sus estados a sus hijos. A partir de entonces, los condados se transmitieron por herencia y los reyes francos simplemente sancionaron la transmisión. De esta forma, se crea la base patrimonial de la casa condal de Barcelona.
A la figura de Wifredo hay que atribuir la autonomía de facto de los condados catalanes respecto del reino franco y la creación de una extensa base patrimonial. Una de sus acciones más relevantes fue la repoblación de la plana de Vich (878-881), una extensa tierra de nadie situada entre los dominios carolingios y los musulmanes, que posteriormente se convertiría en el Condado de Osona. Allí fundó los monasterios de Ripoll y San Juan de las Abadesas, y restauró el obispado de Vich.

## Orígenes familiares
La leyenda lo hace hijo del conde Wifredo de Ria, caballero de la villa homónima, situada cerca de Prades en el condado de Conflent, uno de los condados de la Septimania bajo soberanía franca, y vengador del asesinato de su padre por el conde Salomón, al cual Wifredo el Velloso supuestamente dio muerte. 
A partir de los estudios de los monjes benedictinos dom De Vic y dom Vaissete, autores de la Histoire générale de Languedoc, se considera que Wifredo era en realidad hijo de Sunifredo de Urgel, un noble hispanogodo, nombrado conde de Urgel y de Cerdaña en 834 por el emperador Luis el Piadoso, y de Barcelona, Gerona, Narbona, Nimes, Agde, Besiers y Magalona en 844 por el rey franco Carlos el Calvo. 
Desde los estudios de Ramón de Abadal, algunos autores consideran a Wifredo miembro del linaje de los bellónidas, ya que, según Abadal, Sunifredo era hijo de Bellón I de Carcasona, que habría sido el primer conde de Carcasona en tiempos de Carlomagno. Otros autores, en cambio, defienden la hipótesis de que era descendiente de Bellón por vía materna, mientras que por vía paterna lo era del conde Borrell de Osona.
En las luchas dinásticas surgidas en el Imperio franco tras la muerte de Luis el Piadoso (840) y del Tratado de Verdún (842-843), el conde Bernardo de Septimania, conde de Barcelona y Gerona (825-832 y 835-844), Narbona, Besiers, Agde, Magalona y Nimes (828-832 y 835-844) y de Tolosa (835-844) va a alinearse con Pipino II de Aquitania, en tanto que los bellónidas se mantenían fieles a Carlos el Calvo. En 844, tras haberse apoderado de Tolosa, Carlos capturó a Bernardo y lo hizo ejecutar. En recompensa a la fidelidad a la corona, tras la ejecución de Bernardo, Carlos el Calvo concedió los condados de Barcelona, Gerona, Narbona, Nimes, Agde, Besiers y Magalona a Sunifredo de Urgel y Cerdaña.
Sin embargo, en 848, Guillermo de Tolosa, hijo de Bernardo de Septimania, nombrado conde de Barcelona por Pipino II, se apoderó de este condado y del de Ampurias. Es probable que los condes Sunifredo de Urgel-Cerdaña-Barcelona y Suniario I de Ampurias, que habían permanecido leales a Carlos el Calvo, muriesen en estas luchas.

## Las investiduras condales
Las investiduras, por parte de Carlos el Calvo en 870, de Wifredo el Velloso como conde de Urgel y Cerdaña y de su hermano Miró para el cargo condal de Conflent se inscriben en la reanudación de los bellónidas, iniciada en 862 con el nombramiento de los hermanos Delá y Suñer II, hijos de Suñer I de Ampurias y Rosellón y primos hermanos de Wifredo y Miró, como condes de Ampurias.
En junio de 870, en la asamblea de Attigny, y habiendo muerto el conde Salomón de Urgel, Cerdaña y Conflent, el joven Wifredo recibió estos honores del rey Carlos el Calvo. El Conflent lo cedió a su hermano Miró (conocido por Miró el Viejo).
Rebelado Bernardo de Gothia, conde de Barcelona, Rosellón, Narbona, Agde, Besiers, Magalona y Nimes, contra Carlos el Calvo, Wifredo el Velloso, ayudado por sus hermanos Miró de Conflent y Sunifredo (después abad de Arlés), y por el vizconde de Narbona Lindoí, que se pusieron del lado de Carlos y después del de su hijo, Luis el Tartamudo, avanzaron por la Septimania donde eliminaron por la fuerza a los nobles fieles a Bernardo (como el obispo Sigebuto de Narbona), y expulsaron de sus iglesias a los sacerdotes que no les eran partidarios. Esto debió de ocurrir a comienzos del año 878, quizás en marzo y abril. La rebelión de Bernardo se hundió. En agosto, el concilio de Troyes, presidido por el papa Juan VIII y por el rey Luís el Tartamudo tomó decisiones religiosas y políticas. En este concilio estarían presentes Wifredo el Velloso de Urgel y Cerdaña, Miró de Conflent, Suñer II de Ampurias y Oliba II de Carcasona como personalidades políticas, y los obispos de Elna, Gerona, Barcelona y Urgel como principales personalidades eclesiásticas de la Gothia. El 11 de septiembre de 878 Bernardo fue declarado desposeído de sus honores, los cuales serían repartidos. En el reparto, Wifredo el Velloso fue investido conde de Barcelona, Osona, Gerona y Besalú. Los condados de Narbona, de Besiers y de Agde, hasta entonces vinculados al de Barcelona quedan separados. Su hermano Miró de Conflent recibió el condado de Rosellón. Wifredo cedió la administración de Besalú a su hermano Radulfo (878-920). Sunifredo será abad de Arlés y Riculfo obispo de Elna.

## La intervención en Osona
Tras las investiduras de 878, los dominios de Wifredo abarcaban tanto el área montañosa —Urgel y Cerdaña— como la marítima —Barcelona y Gerona—. Durante todo el siglo IX, excepto en el breve periodo de Sunifredo (844-848), el padre de Wifredo, como conde de Urgel, Cerdaña, Barcelona, Gerona y Narbona, estas dos zonas se habían mantenido separadas, regidas siempre por condes diferentes. En gran parte, porque impedía la comunicación entre ellas el espacio vacío central configurado por las actuales comarcas de Ripollés, el Valle de Lord, Bergadá, Llusanés, la Plana de Vich, Moyanés, las Guillerías y Bages, territorio despoblado a raíz de los desórdenes de la sublevación de Aysun.
En esta área vacía, se registra una fuerte corriente de inmigración procedente de las comarcas pirenaicas —Pallars, Urgel y Cerdaña— a finales del siglo IX. Tras casi dos siglos, desde los inicios de la crisis de la monarquía visigoda hasta el fin del poder carolingio, de haber acogido a los que abandonaban las llanuras a causa de los riesgos de la inestabilidad política, ahora las tierras de alta montaña habían llegado a padecer superpoblación. Por esto, a mucha gente no le quedó otro remedio que intentar establecerse en las tierras bajas.
Ante esta situación, Wifredo el Velloso, cuyos condados rodeaban toda esta área de nueva población, intervino en la zona para canalizar la colonización. Nombra veguers para delimitar las áreas de colonización y los núcleos de poblamiento, así como también integra este territorio dentro de las estructuras condales. En un principio, cuando las características y situación de la zona lo permitían, Wifredo anexionó las áreas repobladas a un condado ya existente: Vall de Lord fue incluido dentro del condado de Urgel, y el pagus de Berga —el actual Bergadá— en el condado de Cerdaña. Ahora bien, la región central del Ripollés, Plana de Vich, Llusanés y las Guillerías configuraban un territorio tradicionalmente estructurado alrededor de la ciudad de Ausona con una tradición étnica propia —era el antiguo país de los ausetanos—. Por esto, Wifredo crea un distrito propio, el condado de Osona, dónde también fueron incluidas las tierras del Moianés y Bages, las cuales, a pesar de tener un núcleo tradicional —la ciudad de Manresa— y también una personalidad histórica derivada de haber sido el país de los lacetanos, por su situación de primera línea de frontera con el islam y por su escaso poblamiento, no tenían la suficiente entidad como para estructurar una demarcación específica; de aquí el valor meramente geográfico y nunca jurídico de la expresión condado de Manresa, frecuente en los documentos. Al nuevo condado de Osona, Wifredo, habiéndose reservado el cargo de conde, en 885 nombra un vizconde, con la misión de ejercer las funciones condales en ausencia del conde.
En la vertiente eclesiástica, hizo falta integrar la red de parroquias, erigidas a menudo por los mismos colonos, dentro de la jerarquía episcopal. A consecuencia de su proximidad geográfica, las parroquias del Bergadá y las de Vall de Lord fueron incluidas dentro de la diócesis de Urgel. Ahora bien, en el área central fue necesario restaurar el de obispado de Osona (Ausona), ciudad destruida por la invasión musulmana del siglo VIII. En 886, Wifredo el Velloso consiguió del arzobispo de Narbona, metropolitano de los obispados sur-pirenaicos, el restablecimiento de la diócesis y la consagración episcopal del arcipreste Gotmar. El nuevo obispo hizo erigir la nueva catedral fuera del recinto de Ausona —una ciudad abandonada y en ruinas, debido a las destrucciones provocadas primero por los musulmanes y, después, por la sublevación de Aysun— y la situó en un nuevo núcleo de población, próximo a la antigua ciudad, un vecindario (vicus en latín), origen de la actual Vich. 
Dentro de la reorganización eclesiástica de la nueva región, Wifredo fundó los monasterios de Santa María de Ripoll (880) y de San Juan de las Abadesas (885), dotados no solo de tierras sino también de derechos públicos y privilegios jurídicos. Así, Ripoll recibió los beneficios de los servicios reales debidos por los habitantes de Estiula y Ordina, de las pesqueries del Ter y del Freser, así como también un tercio del impuesto del mercado, y, además, el monasterio fue declarado exento de la jurisdicción de los tribunales condales en materia de homicidios, raptos y otros delitos, al tiempo que a los monjes les fue reconocido el derecho de elegir libremente su abad según la regla de San Benito. El monasterio —femenino— de San Juan recibió, además de grandes latifundios, el castillo de Montgrony con su término y su iglesia. Por su parte, en 899, Emma, hija de Wifredo el Velloso, nombrada abadesa de San Juan a instancias de su padre, consiguió del rey Carlos el Simple un privilegio de inmunidad respecto del gobierno de los condes para la abadesa y el cenobio, puestos bajo exclusiva jurisdicción real; y en 913, obligar, en virtud de una sentencia judicial, a los habitantes del valle de Sant Joan a reconocer la propiedad monacal sobre las tierras que ocupaban. Emma, después de haber ganado un pleito contra su hermano, el conde Miró de Cerdaña, consiguió afirmar la jurisdicción abacial, excluyendo a los pobladores de los alrededores de prestar servicios reales al conde.

## La crisis de la monarquía carolingia
Muerto Luis el Tartamudo (879), el reino franco se divide entre sus hijos, los dos menores de edad: Luis III recibió Neustria, Austrasia y Lorena, en tanto que Carlomán recibía Borgoña, Aquitania, Septimania y los condados sur-pirenaicos.
El vacío de poder causado por esta sucesión se agrava por las muertes sucesivas de Luis III (882) y de Carlomán (884). A causa de los difíciles momentos que pasaba el reino debidos a los continuos ataques de los normandos contra las costas atlánticas, se descartó entronizar a Carlos el Simple —hijo póstumo de Luis el Tartamudo, de solo cinco años de edad— y, por tanto buscar un monarca capaz de hacer frente a los invasores escandinavos. En la asamblea de Ponthion (885) los magnates francos optaron por ofrecer la corona al hijo de Luis el Germánico, Carlos el Gordo, rey de Germania coronado emperador por el Papa en 881. Todo el territorio carolingio quedaba, pues, de nuevo bajo el dominio de un único soberano.
Aun así, Carlos el Gordo enseguida demostró que no tenía el temple de su abuelo Luis el Piadoso ni, menos aún, el de su bisabuelo: ante el asedio en París por los normandos entre noviembre de 885 y octubre de 886, Carlos solo fue capaz de comprar la retirada a cambio de pagarles un tributo. Además, en la Francia oriental, tampoco pudo dominar las revueltas de Franconia, Sajonia, Turingia, Baviera y Suabia. Por todo esto, en 887 Carlos fue destronado.
Tras el fallecimiento de Carlos el Gordo (888), acontecido en medio de la indiferencia y el olvido general, el sistema carolingio se encaminaba hacia su desaparición. En la Francia oriental, la dinastía parecía poder tener alguna continuidad con el sobrino de Carlos, Arnulfo, hijo ilegítimo de Carlomán de Baviera, proclamado rey de Germania en 887, en revuelta contra su tío, y, pese a su condición de bastardo, coronado emperador por el Papa en 896. Ahora bien, a la muerte de Luis el Niño (899-911), hijo y sucesor de Arnulfo de Germania, los nobles alemanes eligieron rey a Conrado, duque de Franconia, ajeno a la dinastía carolingia la cual ya no volvió a reinar nunca jamás en Germania. Por su parte, en Italia, el destronamiento de Carlos el Gordo (887) inició un proceso de luchas entre los magnates, los cuales consiguieron además convertir el Papado en un instrumento de sus propósitos imponiendo pontífices serviles y de baja condición moral. Finalmente, en la Francia occidental, la persistencia, debido a la vergonzosa capitulación de Carlos el Gordo, de los ataques normandos planteó de nuevo la necesidad de encontrar un monarca con dotes de caudillo militar. En 888, ignorando nuevamente los posibles derechos de Carlos el Simple, los nobles eligieron rey a Eudes, conde de París, que no pertenecía a la estirpe carolingia, rompiendo así el principio de legitimidad.

## Los condes de la Marca Hispánica y la crisis carolingia
Siguiendo la tradición de los condes de ascendencia visigoda —Wifredo el Velloso, Miró de Rosellón-Conflent y los condes de Ampurias Dela y Suñer II— mantuvieron su fidelidad a los monarcas carolingios Carlomán (879-884) y Carlos el Gordo (885-888), tal y como lo testimonian la visita a la corte real de 881 llevada a cabo por los jerarcas catalanes para solicitar privilegios, y el precepto otorgado en 886 por Carlos el Gordo a Teotario, obispo de Gerona. Ahora bien, esta lealtad de los condes de la Marca toma, tras muerte de Luis el Tartamudo, un carácter pasivo. Los condes, si bien no se alzaron nunca contra los reyes carolingios, evitaron implicarse en las luchas del reino. En 879, Luis III y Carlomán marcharon contra Bosón, autoproclamado rey de Provenza, título privativo de los descendientes de Carlomagno. Los condes se declararon a favor de Carlomán pero no se unieron a la expedición, actitud bastante diferente de la decidida y firme actuación, solo dos años atrás, de Wifredo y Miró en Septimania contra los seguidores de Bernardo de Gothia. Igualmente, los jerarcas sur-pirenaicos no asistieron a la asamblea de Ponthion (885) puesto que, para ellos, los ataques normandos representaban una cuestión ajena y lejana.
Por todo esto, los condes de la Marca Hispánica rechazaron, en un primer momento, al rey intruso Odón (888-898) pero tampoco se alzaron contra el usurpador en defensa de los derechos del carolingio Carlos el Simple. A su vez Odón, absorbido por las luchas contra los normandos, no pudo llevar a cabo ninguna actuación política en el sur del reino, aun cuando, al final, hubo un cierto acercamiento de los condes hacia este rey, debido a la crisis eclesiástica motivada por la actuación irregular del presbítero Esclua.
En 886, aprovechando la ausencia del arzobispo Teodardo de Narbona, el clérigo Esclua fue a Gascuña y se hizo consagrar obispo de Urgel, diócesis de dónde, por instigación del conde Ramón I de Pallars-Ribagorza y con la aprobación tácita de Wifredo el Velloso, conde de Urgel, expulsa al obispo titular Ingoberto. La situación se complica, cuando Esclua pretende proclamarse metropolitano de la Tarraconense, sustrayendo así las diócesis carolingias hispánicas de la obediencia de Narbona. Con esta condición de metropolitano, el obispo intruso de Urgel intervino en el contencioso creado en 887, cuando los condes Dela y Suñer II de Ampurias rechazaron a Servus Dei, clérigo consagrado obispo de Gerona por el metropolitano Teodardo de Narbona, de acuerdo con Wifredo el Velloso. Accediendo a las peticiones de los condes ampurianos, Esclua consagró, con la colaboración de los obispos de Barcelona y Vich, a un nuevo obispo de Gerona en la persona de Eremir. En 889 Servus Dei tuvo que refugiarse en el monasterio de Bañolas. Por otra parte, en 888, Esclua recompensó a Ramón I (le debía su acceso a la sede de Urgel) con la erección del obispado de Pallars, al tiempo que, para asegurarse el apoyo de Suñer y Dela, se dispone a restablecer la antigua sede de Ampurias, existente hasta la invasión musulmana.
Si en un primer momento, Wifredo el Velloso toleró el destronamiento de Ingoberto —parece que no había una relación demasiado buena entre ambos—, ahora, por su amistad con Teodardo de Narbona, no podía admitir las pretensiones metropolitanas de Esclua. Además, por el interés de los condes en la existencia de sedes episcopales en sus dominios, para controlarlas situando familiares próximos o negociando la concesión a cambio de contrapartidas políticas o económicas (de aquí la actuación de Ramón I y de Dela y Suñer II en todo este asunto), Wifredo no podía permitir la elección de unos nuevos obispados —Pallars y Ampurias— constituidos recortando el territorio de diócesis situadas en sus condados de Urgel y Gerona. Por todo esto, ahora Wifredo se declara en contra de Esclua y a favor de Teodardo y de los obispos destituidos, Ingoberto y Servus Dei.
Ante esta situación, los condes de Ampurias creyeron conveniente acercarse a Odón y reconocerlo como rey incluso aunque fuera un intruso. En 889 el conde Suñer II y el obispo Eremir acudieron a Orleans, a la corte de Odón y obtuvieron unos preceptos que, en el condado de Osona, incluían una serie de donaciones reales a favor del obispado claramente lesivas para Wifredo el Velloso. Fortalecidos, pues, por esta aprobación real, Suñer y Dela ocuparon el condado de Gerona, calculando que Odón les podría conceder la investidura. En estas circunstancias, Teotardo también decidió acercarse a Odón, de quien obtuvo un precepto de protección real para la archidiócesis de Narbona. Aprovechando la reconciliación del obispo Gotmar de Vich con Wifredo, Teotardo pudo convocar, en 890, en Port —localidad próxima a Nimes— un concilio con la asistencia de los arzobispos metropolitanos de Arlés, Aix-en-Provence, Embrun, Apt y Marsella como también de los titulares de diócesis sufragáneas de Narbona: Nimes, Carcasona, Albi, Uzès, Magalona, Agda, Besiers, Tolosa, Lodève, Elna y Vich. En este concilio, dónde se formuló una condena a las usurpaciones de Urgel y Gerona, el obispo Gotmar de Vich se declara arrepentido de haber colaborado con Frodoí de Barcelona y Esclua en la consagración anticanónica de Eremir, y obtuvo el perdón de los padres conciliares, con el encargo de comunicar las resoluciones sinodales a Suñer II de Ampurias.
La crisis eclesiástica se cerró definitivamente con un nuevo sínodo en Urgel (892) dónde Esclua y Eremir, obligados a comparecer, serían desposeídos formalmente de las sedes que ocupaban, las cuales fueron restituidas a sus legítimos titulares. El obispo Frodoí de Barcelona conservó la mitra solo porque obtuvo el perdón del arzobispo Teotardo. De todo el asunto, solo sobrevivió, temporalmente, el obispado de Pallars. En 911 se reconoció que esta diócesis, subsistiría solo en vida de su titular Adolfo. Aun así, Atón, hijo del conde Ramón I consiguió suceder a Adolfo y regir el obispado hasta su muerte, el 949. En ese momento, la diócesis pallaresa se extinguió y sus parroquias fueron reintegradas al obispado de Urgel.
El asunto Esclua es un testimonio de la pérdida del control de la situación en las regiones meridionales del reino por parte de la monarquía franca a finales del siglo IX. De una parte, en el sur de los Pirineos los únicos condes que reconocieron a Odón como rey fueron los de Ampurias y nada más por su interés en afirmar la situación de Eremir como obispo de Gerona. Wifredo el Velloso, Mirón de Rosellón-Conflent y Ramón I de Pallars no hicieron ningún acto de acatamiento a este monarca, de ahí que no recibieran nunca ningún precepto real. Se permitieron, por tanto, mantener una actitud de rechazo hacia un soberano al que consideraban ilegítimo. Por otra parte, en toda esta crisis, los monarcas —tanto el carolingio Carlos el Gordo (885-888) como el intruso Odón (888-898)— mantuvieron una actitud pasiva, inconcebible en tiempos de Luis el Tartamudo y sus predecesores —Carlos el Calvo, Luis el Piadoso, Carlomagno y Pipino el Breve—. Estos soberanos, de haberse encontrado con un asunto de estas características, habrían actuado enérgicamente enviando una comisión de missi dominici a resolver el problema. En cambio, Carlos el Gordo no tomó ninguna medida ante las deposiciones contra derecho de Ingoberto de Urgel (886) y Servus Dei de Gerona (887), y, a su vez, Odón mantuvo una actitud incoherente concediendo privilegios primero a Eremir (889) y, después, a su rival Teotardo (890). Para Odón, conceder privilegios a todo aquel que acudía a su corte era un medio para conseguir ser reconocido como rey, y no una actuación orientada a resolver la crisis, superada, por lo tanto, gracias a la actuación no tanto del monarca sino de los poderes eclesiásticos y civiles de la región mediante los concilios provinciales de Port (890) y Urgel (892) dónde la ausencia de delegados del soberano permitió el destronamiento de Eremir, así como de los preceptos reales que había obtenido en 889.

## La muerte de Wifredo

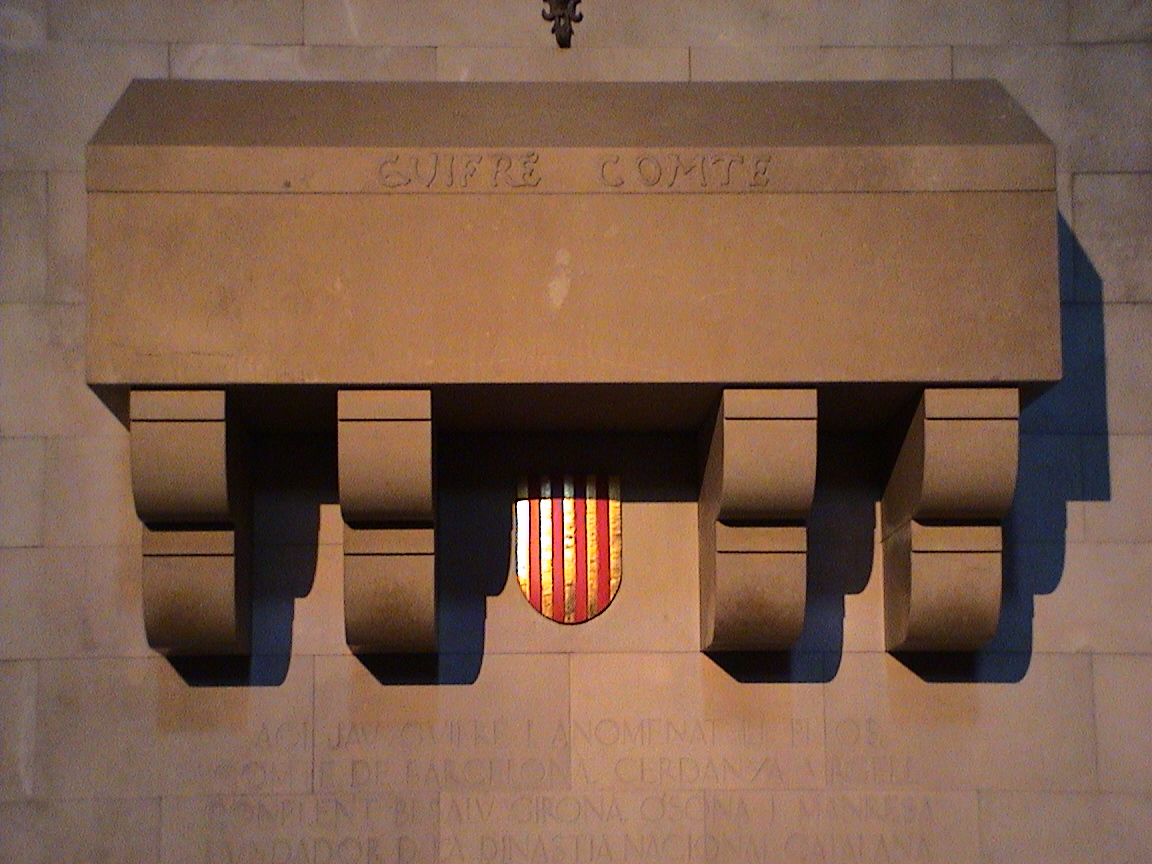
Sepulcro de Wifredo en el Monasterio de Ripoll.

Hacia 883 u 884 los musulmanes se sintieron amenazados por la expansión de Wifredo el Velloso debido a las cartas de poblamiento que ofrecío a sus habitantes, quien estableció posiciones (Cardona por ejemplo) en Osona, en Bergadá y en el Valle de Lord (y algunos puestos avanzados en el Valle de Cervelló en el sur del río Llobregat). La frontera del condado pasaba al norte de Solsona seguramente por Besora, Tantallatge y Correà; la de Berga, por Sorba, Gargalla y Serrateix; y la de Osona, por Cardona, Manresa y Montserrat. Por todo ello, la ciudad de Lérida fue fortificada por los Banu Qasi. Wifredo vio esto como una provocación y atacó la ciudad gobernada por el valí (gobernador) de la familia de los Banu Qasi, Ismail ibn Musa. El ataque no salió bien. El historiador Ibn al-Athir dice que los musulmanes hicieron una gran matanza entre los atacantes. El sucesor de Ismail, Lubb Ibn Muhammad atacó Barcelona unos años después y Wifredo moriría en la lucha el 11 de agosto de 897. Sus restos reposan en el Monasterio de Ripoll.

## La sucesión
La prueba más clara de la descomposición del poder real en el reino franco fue la transmisión hereditaria de los condados, práctica iniciada en 895: muerto Miró el Viejo, su condado de Rosellón pasó, sin ninguna clase de intervención del rey Odón, a Suniario II de Ampurias, en tanto que el de Conflent fue para Wifredo el Velloso, conde de Osona desde 885 sin haber recibido la investidura real de este condado. Así pues, los reyes perdieron la facultad, que habían tenido en el siglo IX, de nombrar y destituir a los condes, los cuales, por ello, dejaron de ser unos delegados del monarca para convertirse en pequeños soberanos de sus dominios.
La transmisión hereditaria de los condados fue una reacción a la falta de autoridad efectiva del rey sobre el territorio, que convirtió un cargo público en patrimonio familiar; de aquí que a finales del siglo IX no se hubiera establecido un criterio por determinar cómo se tenía que llevar a término la sucesión. Por esto, a la muerte de Wifredo el Velloso (897), en un primer momento, sus hijos —Wifredo Borrell, Miró, Sunifredo y Suniario— optaron por gobernar conjuntamente todos los dominios de su padre y administrarlos con preeminencia del primogénito, Wifredo Borrell, primus inter pares. Pero pronto, cuando cada uno de los condes cogobernantes tuvo descendencia, hizo falta abandonar la idea de herencia conjunta y, entonces, cada hijo transmitió individualmente a sus herederos la parte del conjunto condal que gobernaba: Wifredo Borrell, junto con Suniario, Barcelona, Gerona y Osona; Sunifredo, Urgel; y Miró, Cerdaña, Conflent y Berga.
Cabe añadir que este proceso no fue en modo alguno una excepción específica de la llamada Marca Hispánica, sino un proceso generalizado en el Imperio franco en este período histórico. En este sentido, A. Lewis afirma: "En resumen, las guerras civiles y las invasiones debilitaron el imperfecto sistema de control centralizado que los carolingios habían establecido en el sur de Francia y la Marca Hispánica. Circunstancias especiales, de las que la más importante fue la brevedad de los reinados de los sucesores de Carlos el Calvo y la ascensión del rey Eudes, permitió a los condes gobernantes en el Midi y Cataluña establecer sus familias como herederas e independientes de hecho de la autoridad real. No obstante, a menudo no fue el resultado de una situación repentina y revolucionaria, sino la culminación de una evolución gradual de la autoridad que, para la mayoría de estas familias, duró varias décadas."

## Descendencia
Wifredo se casó en 877 con Guinidilda de Ampurias. Se sabe que tuvieron al menos 9 hijos: 
- Wifredo II Borrell de Barcelona (874-911), conde de Barcelona, Gerona y Osona.
- Miró II de Cerdaña (878-927), conde de Besalú y Cerdaña.
- Emma de Barcelona (880-942), abadesa de San Juan de las Abadesas.
- Sunifredo II de Urgel (880?-948), conde de Urgel, casado con Adelaida de Barcelona.
- Radulfo de Barcelona (885-940), Obispo de Urgel y abad de Ripoll.
- Suniario I de Barcelona (890-950), conde de Barcelona, Gerona y Osona, casado con Riquilda de Tolosa, hija de Armengol, conde de Rouergue (Condes de Toulouse).
- Ermessenda de Barcelona (?-925).
- Cixilona de Barcelona (?-945), abadesa del monasterio de Santa María del Camino fundado por su hermana Emma.
- Riquilda de Barcelona.
- Guinidilda de Barcelona (897-923) esposa de Ramón II de Tolosa.

## La visión mítica de Wifredo

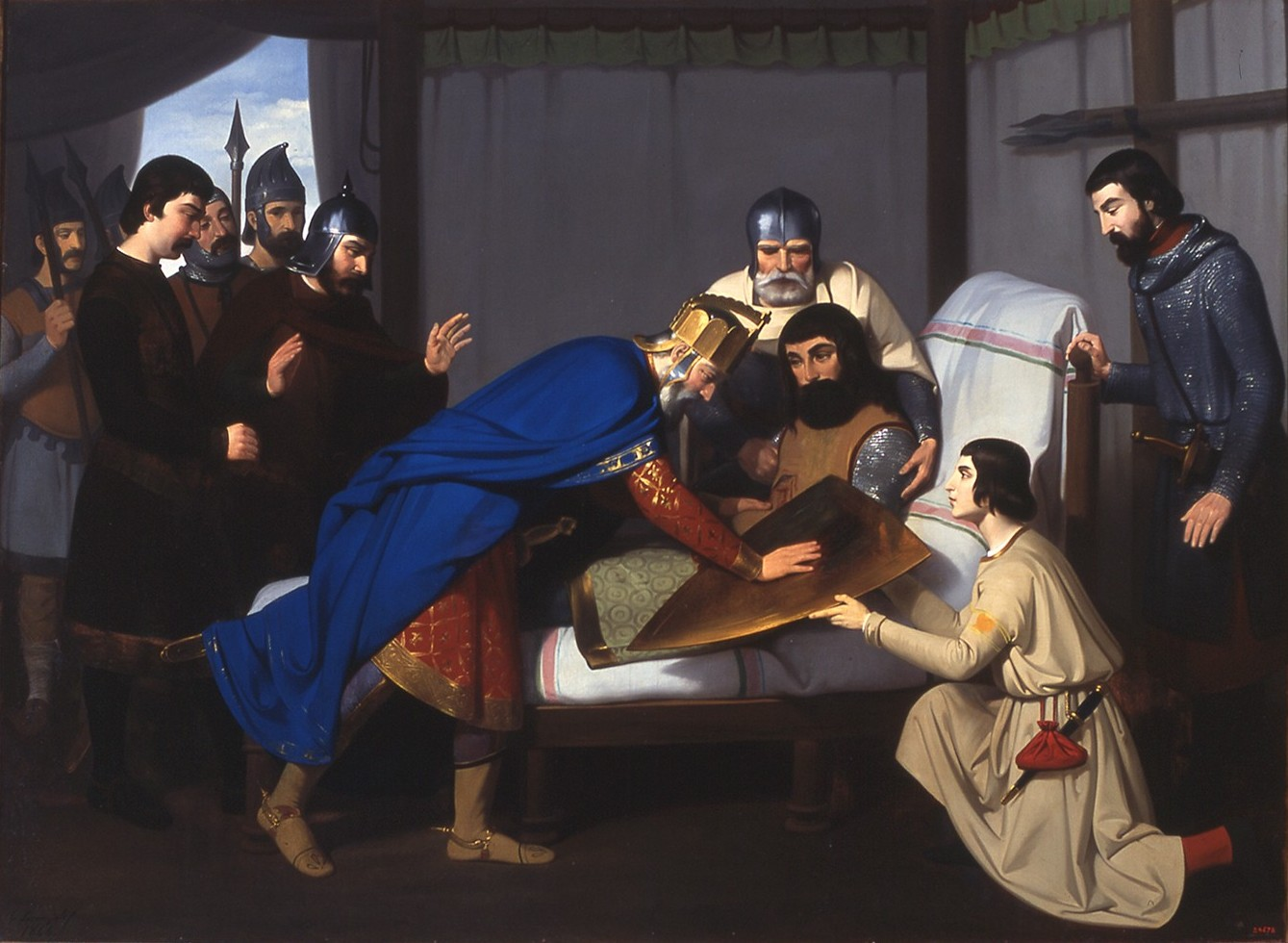
Origen del escudo del condado de Barcelona (Real Academia Catalana de Bellas Artes de San Jorge). Atendiendo a la leyenda, Claudi Lorenzale pinta (1843-1844) el momento en que Carlos el Calvo con la sangre de la herida de Wifredo en sus dedos crea las cuatro barras del escudo de armas del condado de Barcelona.

La idea de que Wifredo el Velloso fue el artífice no ya de la independencia de los condados catalanes, sino del nacimiento de Cataluña fue popularizada durante la Renaixença por el dramaturgo Serafí Pitarra, con su frase Fills de Guifré el Pilós, això vol dir catalans (Hijos de Wifredo el Velloso, esto quiere decir catalanes).
Los orígenes de esta visión, que junto al Wifredo histórico —un magnate del Imperio Carolingio que aprovechó el colapso del poder real para construirse un dominio propio— ha hecho surgir un Wifredo mítico —creador de Cataluña y, pues, padre de la patria catalana— tiene origen en la Gesta comitum barchinonensium, escrita en el siglo XII por los monjes de Ripoll. En esta obra, para justificar el inicio, a finales del siglo IX, de la transmisión hereditaria de los condados, se sobredimensionó la figura de Wifredo el Velloso, inicio de la Casa de Barcelona, haciendo de él un héroe que, con su esfuerzo, luchando decididamente contra los musulmanes y los francos, consiguió la independencia de sus condados.
Aun así, hace falta reconocer la importancia histórica de Wifredo. Como afirma Ferran Soldevila, si un personaje histórico es exaltado por la leyenda, es que de verdad fue grande y así, podría añadirse, nunca nadie hará un héroe de leyenda de un gobernante inepto y mediocre como fue, por ejemplo, el conde de Barcelona Berenguer Ramón I (1017-1035), tataranieto del Velloso, al contrario que otras grandes figuras de la estirpe como, por ejemplo, Jaime I (1213-1276). Ahora bien, la relevancia histórica de Wifredo se basa tanto en su habilidad para situarse políticamente en un momento crucial, como fue la crisis del Imperio Carolingio, un terreno bastante resbaladizo donde otros más ambiciosos que él —caso de Bernardo de Gothia— fracasaron, mientras que los sucesores de Wifredo lograron los cargos de conde por simple transmisión familiar, como la capacidad de favorecer la repoblación del área central de los condados estructurando el condado de Osona y el obispado de Vich, hechos capitales para la futura vertebración de Cataluña.
A Wifredo, como parte de la visión de que fue el creador originario de Cataluña, se le atribuye también el origen de la bandera de las cuatro barras. Esta leyenda tiene su origen, según Martín de Riquer, en el historiador valenciano Pere Antoni Beuter, quien la incluyó en 1555 en su obra Crónica general de España, inspirándose en una crónica castellana de 1492. El texto de Beuter dice así:

...pidió el conde Iofre Valeroso al emperador Loís que le diesse armas que pudiesse traher en el escudo, que llevava dorado sin ninguna divisa. Y el emperador, viendo que havía sido en aquella batalla tan valeroso que, con muchas llagas que recibiera, hiziera maravillas en armas, llegóse a él, y mojóse la mano derecha de la sangre que le salía al conde, y passó los quatro dedos ansí ensangrentados encima del escudo dorado, de alto a baxo, haziendo quatro rayas de sangre, y dixo: "Éstas serán vuestras armas, conde." Y de allí tomó las quatro rayas, o bandas, de sangre en el campo dorado, que son las armas de Cathaluña, que agora dezimos de Aragón.

Fue revivida, entre otros, por el escritor español Pablo Piferrer (1818-1848), reconocido como el gran recopilador de las leyendas catalanas tradicionales. 
En términos estrictamente históricos, el escudo de las cuatro barras lo empezó a utilizar el conde Ramón Berenguer III,[cita requerida] así lo prueban sus sellos condales, y de él a Ramón Berenguer IV y tras la unión dinástica del condado de Barcelona con el reino de Aragón, se convierte en el símbolo oficial del linaje a partir de su hijo, el rey Alfonso II de Aragón.
| Predecesor: Salomón de Urgel-Cerdaña                             | Conde de Urgel 868-897     | Sucesor: Sunifredo II de Urgel |
| Predecesor: Salomón de Urgel-Cerdaña                             | Conde de Cerdaña 868-897   | Sucesor: Miró II de Cerdaña    |
| Predecesor: Miró I de Conflent                                   | Conde de Conflent 896-897  | Sucesor: Miró II de Cerdaña    |
| Predecesor: Bernardo de Gothia                                   | Conde de Barcelona 878-897 | Sucesor: Wifredo II Borrell    |
| Predecesor: Bernardo de Gothia                                   | Conde de Gerona 878-897    | Sucesor: Wifredo II Borrell    |
| Predecesor: Territorio despoblado por la Revuelta de Aysun (827) | Conde de Osona 879-897     | Sucesor: Wifredo II Borrell    |